# Belinda Bencic

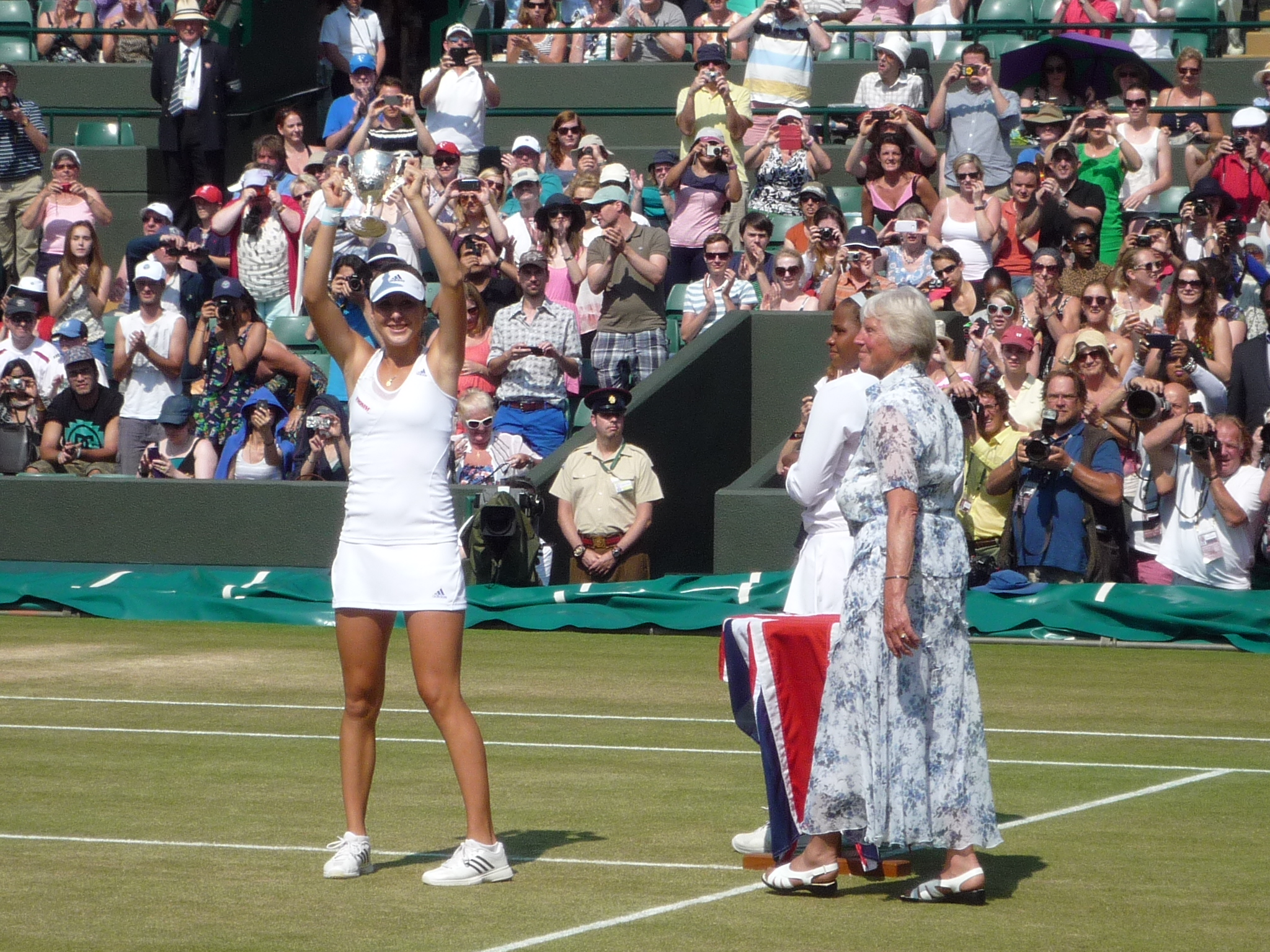
Bencic 2013 in Wimbledon mit dem Siegerpokal der Juniorinnen

Belinda Bencic (* 10. März 1997 in Flawil) ist eine Schweizer Tennisspielerin. Ihr bislang grösster Erfolg als Einzelspielerin ist der Gewinn der Goldmedaille bei den Olympischen Sommerspielen in Tokio.

## Familie
Ihr Grossvater Ivan Benčič spielte in der ersten Mannschaft des erfolgreichsten slowakischen Eishockeyvereins HC Slovan Bratislava. Ihr Vater Ivan Bencic kam mit seinen Eltern 1968 als Fünfjähriger aus der Tschechoslowakei in die Schweiz. Er spielte Eishockey beim EHC Uzwil, in Herisau, Chur, Ajoie, Genf (jeweils NLB) und eine Saison mit Olten auch in der NLA.
Belinda Bencic wuchs mit ihrem jüngeren Bruder Brian, der ebenfalls Tennis spielt, in Oberuzwil auf. Die Familie zog dann nach Wollerau um.
Im April 2024 brachte sie eine Tochter zur Welt.
Sie besitzt neben dem Schweizer Bürgerrecht auch die slowakische Staatsbürgerschaft.

## Karriere
Im Februar 2012 spielte Bencic in Granges-Paccot gegen Australien erstmals im Fed Cup für die Schweiz. Im September 2012 gewann sie das ITF-Turnier in Scharm asch-Schaich sowohl im Einzel als auch im Doppel, eine Woche später gewann sie dort einen weiteren Einzeltitel.
Am 8. Juni 2013 gewann sie die French Open der Juniorinnen mit einem Endspielsieg über Antonia Lottner (6:1, 6:3). Vier Wochen später gewann sie auch den Titel in Wimbledon, wo sie am 6. Juli 2013 Taylor Townsend im Final der Juniorinnen mit 4:6, 6:1 und 6:4 besiegte.
Im Dezember 2013 wurde sie zum ITF Junior World Champion gekürt.

### Saison 2014

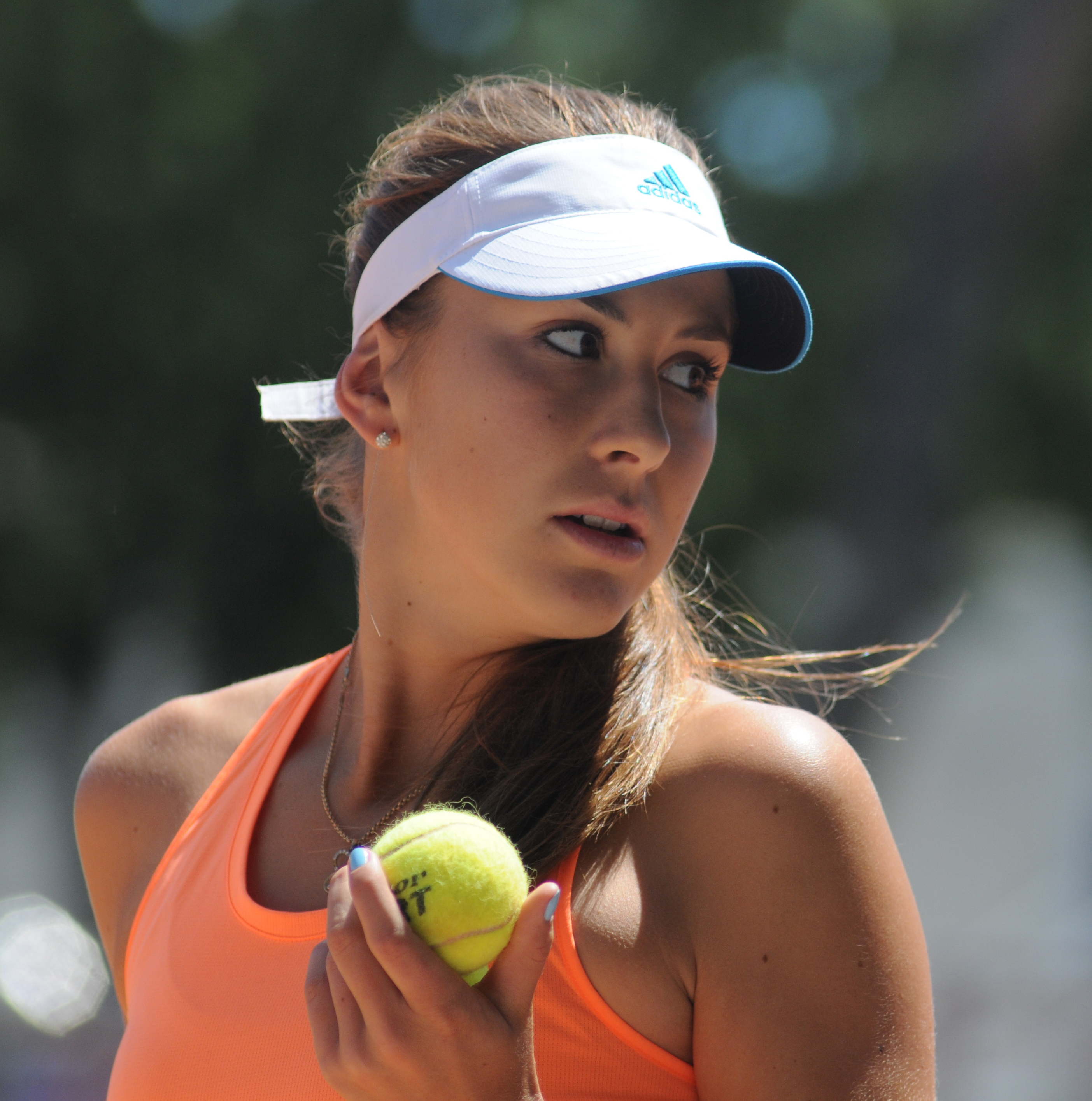
Belinda Bencic (2014)

Bencic qualifizierte sich 2014 für das Hauptfeld des Australian Open, bei dem sie in der ersten Runde die älteste Spielerin des Turniers, Kimiko Date-Krumm, ausschalten konnte, ehe sie in der zweiten Runde der als Nummer 4 gesetzten späteren Turniersiegerin Li Na unterlag. Im April erreichte sie beim Family Circle Cup in Charleston als Qualifikantin mit einem Sieg über die als Nummer 3 gesetzte Sara Errani überraschend den Halbfinal, den sie gegen Jana Čepelová in drei Sätzen mit 4:6, 7:5 und 6:7 verlor. Ihr gutes Abschneiden brachte ihr dennoch den Sprung in die Top 100 der Weltrangliste. In Wimbledon erreichte sie mit Siegen über Magdaléna Rybáriková und Victoria Duval erstmals die dritte Runde eines Grand-Slam-Turniers, in der sie der späteren Halbfinalistin Simona Halep unterlag. Bei den US Open stand sie nach Siegen über Yanina Wickmayer, Kurumi Nara und die beiden Top-Ten-Spielerinnen Angelique Kerber und Jelena Janković erstmals im Viertelfinal eines Grand-Slam-Turniers, den sie gegen Peng Shuai mit 2:6 und 1:6 verlor. Im Oktober stand sie dann nach Siegen über Zhu Lin, die nicht angetretene Romina Oprandi sowie über Hsieh Su-wei und Peng Shuai, die im ersten Satz verletzungsbedingt aufgeben musste, im Final der Tianjin Open, den sie in zwei Sätzen (3:6, 4:6) gegen Alison Riske verlor. Am 17. November wurde sie von der WTA als Newcomer of the Year ausgezeichnet. Den Ranglistenplatz 33 konnte sie bis zum Saisonende halten.

### Saison 2015
Beim Rasenturnier in Eastbourne gewann sie mit einem Endspielsieg über Agnieszka Radwańska ihren ersten WTA-Titel im Einzel. In Wimbledon erreichte sie den Achtelfinal, den sie gegen Wiktoryja Asaranka in zwei Sätzen verlor. Beim WTA-Turnier in Toronto im August besiegte Bencic im Halbfinal zum ersten Mal Serena Williams und gewann dann mit einem Finalsieg über Simona Halep ihren zweiten WTA-Titel im Einzel.

### Saison 2016
Beim Hallenturnier in St. Petersburg erreichte sie das Endspiel, das sie mit 4:6 und 3:6 gegen Roberta Vinci verlor. Durch ihren Finaleinzug zählte sie am 15. Februar 2016 jedoch mit Position 9 erstmals zu den Top Ten der Einzelweltrangliste. Eine Woche später wurde sie sogar auf Position 7 geführt. Die French Open musste Bencic wegen einer Steissbeinverletzung absagen. In Wimbledon kam nach einem Erstrundensieg über Zwetana Pironkowa das Aus. Bencic musste während ihres Zweitrundenmatches schon zum sechsten Mal innert zehn Monaten verletzungsbedingt aufgeben. Auch auf eine Teilnahme in Montreal musste sie verzichten.

### Saison 2017
Am 3. Mai 2017 gab Bencic bekannt, dass sie sich einer Operation am linken Handgelenk unterzogen habe und bis auf weiteres pausiere. Ihre erfolgreiche Rückkehr gab sie im September beim Neva Cup 2017 in Sankt Petersburg. Sie krönte ihr Comeback mit dem Turniersieg. Auch der weitere Verlauf ihres Comeback gestaltete sich erfolgreich. Bis Ende 2017 gewann sie weitere drei Turniere auf ITF- und WTA-Challenger-Stufe und nach ihrer Rückkehr damit 28 der ersten 31 Partien.

### Saison 2018
In der ersten Kalenderwoche gewann sie zusammen mit Roger Federer den Hopman Cup, nachdem die beiden im Vorjahr den Finaleinzug noch knapp verpasst hatten. Bei den Australian Open schlug Bencic die Vorjahresfinalistin Venus Williams mit 6:3 und 7:5 in der ersten Runde, verlor dann aber in Runde zwei gegen die Qualifikantin Luksika Kumkhum. Im Februar verlor Bencic im Fed-Cup-Playoff gegen Tschechien ihre beiden Einzel gegen Barbora Strýcová und Petra Kvitová. In Acapulco unterlag sie Verónica Cepede Royg in der Startrunde. In Indian Wells besiegte sie zwar Tímea Babos, unterlag danach aber Jeļena Ostapenko. Danach musste sie wegen einer Vor-Stressfraktur am rechten Fuss für mehrere Wochen pausieren. Ihr Comeback gab sie an den French Open. Sie gewann ihr erstes Spiel, schied jedoch in der zweiten Runde aus. Mitte Oktober erreichte sie beim Turnier in Luxemburg nach zwei Jahren wieder einen Final auf der WTA Tour, den sie gegen Julia Görges verlor.

### Saison 2019
Nachdem sie erneut zusammen mit Roger Federer den Hopman Cup gewonnen hatte, erreichte Bencic beim Turnier in Hobart die Halbfinals. Bei den Australian Open schied sie in der dritten Runde gegen die spätere Finalistin Petra Kvitová aus. Im Februar konnte sie in Dubai ihren dritten Titel auf der WTA Tour gewinnen. Sie war als Ungesetzte angetreten, schlug in ihren letzten vier Spielen jedoch vier Top-Ten-Spielerinnen in Folge: Aryna Sabalenka (Nr. 9), Simona Halep (Nr. 2), Elina Switolina (Nr. 6) und im Final Petra Kvitová (Nr. 4). Alle vier Spiele gewann Bencic in drei Sätzen, zweimal musste sie im Entscheidungssatz in ein Tie-Break. Auch in der Folge war Bencic sehr erfolgreich: Sie erreichte sowohl beim Turnier in Indian Wells, bei dem sie die Nr. 1 Naomi Ōsaka und die Nr. 5 Karolína Plíšková schlagen konnte, wie auch beim Madrid Open auf Sand jeweils den Halbfinal. In Madrid schlug sie die Nr. 1 Ōsaka erneut. Bei den French Open im Mai erreichte sie zum ersten Mal die dritte Runde, verlor dort jedoch gegen Donna Vekić. Bei den Vorbereitungen auf das Wimbledon-Turnier zeigte sie beim Mallorca Open erneut ihre Stärke. Sie erreichte den Final gegen Sofia Kenin und hatte im zweiten Satz drei Matchbälle, ehe sie die Nerven und schliesslich auch das Spiel verlor. In Wimbledon war in der dritten Runde Endstation. Bei den US Open erreichte Bencic ihr bis dahin bestes Resultat bei einem Grand-Slam-Turnier. Nachdem sie zum dritten Mal in diesem Jahr die Nr. 1 Naomi Ōsaka bezwungen hatte, verlor sie im Halbfinal knapp gegen die spätere Siegerin Bianca Andreescu. Nach diesem Turnier erschien Bencic zum ersten Mal seit Juni 2016 wieder in den Top Ten der Weltrangliste. Um sich noch für die WTA-Finals qualifizieren zu können, nahm Bencic mittels einer Wildcard am Kremlin Cup in Moskau teil. Durch ihren Turniersieg überholte sie im letzten Moment Kiki Bertens und Serena Williams und qualifizierte sich so zum ersten Mal überhaupt für das Jahresendturnier. Bei diesem erreichte sie den Halbfinal, den sie gegen Switolina verlor. Sie beendete das Jahr als Nr. 8 der Welt und wurde von der WTA als Comeback Player of the Year ausgezeichnet.

### Saison 2020
Bencic konnte zu Beginn des Jahres nicht ganz an die erfolgreiche Vorsaison anschliessen. Auf eine Erstrundenniederlage in Shenzhen gegen die Nr. 58 der Welt Anna Blinkowa folgte die Viertelfinalqualifikation beim Turnier in Adelaide, wo sie Danielle Collins in zwei Sätzen unterlag. An das Australian Open war sie mit grossen Erwartungen gereist, schied jedoch wie im Vorjahr bereits in der dritten Runde aus, wobei sie gegen Anett Kontaveit, die Nr. 31 der Welt, klar und deutlich mit 0:6, 1:6 verlor. Im Februar erreichte sie in St. Petersburg die Viertelfinals und kletterte dadurch in der Weltrangliste auf Platz 4, den bislang besten Rang in ihrer Karriere. In Dubai schied sie als Titelverteidigerin in der ersten Runde gegen Anastassija Pawljutschenkowa aus, in Doha erreichte sie nochmals den Viertelfinal, ehe die Saison aufgrund der Covid-19-Pandemie unterbrochen wurde. Bencic trat erst wieder im September beim Sandplatz-Turnier in Rom an, verlor jedoch nach einem Freilos ihr einziges Spiel in der 2. Runde gegen die Qualifikantin Danka Kovinić, Nr. 86 der Weltrangliste. Auf die US Open Ende August hatte sie wie viele andere aufgrund der Pandemie verzichtet. Wegen einer Armverletzung musste sie schliesslich auch für das in diesem Jahr erst Ende September ausgetragene French Open absagen. Sie brach darauf die Saison ab. Bencic belegte am Ende des Jahres Platz 12 der Weltrangliste aufgrund der Umstellung des Rankings auf eine Periode von zwei Jahren.

### Saison 2021
Schlecht begann auch das Jahr 2021: Als Bencic im Januar nach Australien reiste, um sich auf die Australian Open vorzubereiten, befanden sich in ihrem Charterflugzeug drei positiv auf Corona getestete Personen, weshalb sie und ihr Vater während vierzehn Tagen das Hotel nicht mehr verlassen durften. Die Vorbereitung war dadurch empfindlich gestört. Bencic verlor ihr erstes Spiel in dieser Saison bei der Grampians Trophy gegen Sorana Cîrstea und schied auch beim Australian Open wie in den beiden Vorjahren bereits in der dritten Runde aus. Nach Dreisatz-Siegen gegen Lauren Davis und Swetlana Kusnezowa verlor sie gegen Elise Mertens klar 1:6, 2:6. Auch der weitere Verlauf der Saison gestaltete sich als ein Licht-und-Schatten-Spiel. In Adelaide erreichte sie Ende Februar das Endspiel, danach folgten frühe Niederlagen in Doha, Dubai, Miami, Charleston und Stuttgart. Bei der Vorbereitung auf die French Open erreichte sie in Madrid den Viertelfinal, verlor aber in Rom in der ersten Runde und schied auch am French Open selbst bereits in der zweiten Runde mit einer klaren Niederlage gegen Darja Kassatkina aus. Mitte Juni spielte sich Bencic auf Gras beim Turnier von Berlin hingegen bis in den Final. Die Hoffnung, in Wimbledon erfolgreich zu sein, war daher gross, doch Bencic verlor überraschend bereits in der ersten Runde gegen Kaja Juvan, die Nr. 102 der Welt.
Bei den aufgrund der COVID-19-Pandemie um ein Jahr verschobenen Olympischen Sommerspielen in Tokio trat Bencic im Einzel und Damendoppel (gemeinsam mit Viktorija Golubic) an. Im Einzel erreichte sie den Final, den sie in drei Sätzen gegen Markéta Vondroušová für sich entschied (7:5, 2:6, 6:3). Sie ist die erste Schweizerin, die im Dameneinzel olympisches Gold gewinnen konnte. Auch im Doppel erreichte Bencic den Finale, verlor diesen jedoch mit ihrer Partnerin Golubic gegen die Tschechinnen Barbora Krejčíková und Kateřina Siniaková in zwei Sätzen (5:7, 1:6).
Bencic trat auch nach den Olympischen Spielen überzeugend auf. Sie erreichte beim WTA-1000-Turnier in Cincinnati den Viertelfinal. Bei den US Open spielte sie sich ohne Satzverlust in den Viertelfinal, unter anderem mit einem Sieg gegen die Top-10-Spielerin Iga Świątek, verlor dann aber gegen die spätere Siegerin Emma Raducanu. Bei den Turnieren in Luxembourg und Ostrava verlor sie jeweils früh gegen Ljudmila Samsonowa respektive Anett Kontaveit. Ende September trat sie beim WTA-500-Turnier in Chicago an. Während des Drittrundenspiels gegen Jelena Rybakina verletzte sie sich am Knie und musste aufgeben. Sie verpasste dadurch auch das letzte grosse Turnier des Jahres in Indian Wells und konnte sich nicht für das Jahresendturnier qualifizieren. Bencic trat in diesem Jahr nur noch beim Billie Jean King Cup Anfang November in Prag an. Das Schweizer Team verlor dabei erst im Final gegen Russland. Bencic gewann während der Vorrunde und im Halbfinal drei Einzelpartien und gemeinsam mit Jil Teichmann eine Doppelpartie. Die Schweiz hatte zum erst zweiten Mal nach 1998 den Final dieses Wettbewerbs erreicht. Für ihren grossen Einsatz im Dienste des Teams wurde Bencic später vom Tennisverband ITF der Billie Jean King Cup Heart Award verliehen. Bencic beendete das Jahr auf Rang 19 des Race und auf Position 23 der Weltrangliste. Vom Schweizer Sportpublikum wurde sie zur Schweizer Sportlerin des Jahres gewählt.

### Saison 2022
Das Jahr 2022 startete nicht gut: Bei einem Schauturnier im Dezember 2021 hatte sich Bencic mit dem Covid-19-Virus angesteckt und litt an starken Symptomen. Auch nach überstandener Erkrankung konnte sie zeitweise nicht länger als zwei Stunden trainieren. Noch im März musste sie wegen Lungenproblemen eine Pause einlegen. Dennoch trat sie schon zu Jahresbeginn bei verschiedenen Turnieren an, schied jedoch jeweils früh aus. Am Australian Open scheiterte sie bereits in der zweiten Runde. In Doha und Indian Wells schied sie jeweils bereits in der ersten Runde aus. Erst Ende März fand sie wieder zu ihrer Form zurück. Beim WTA-1000-Turnier in Miami erreichte sie das Halbfinale. Das Turnier in Charleston konnte sie gar mit einem Finalsieg über Ons Jabeur für sich entscheiden. Es war ihr erster Turniersieg auf Sand bei den Profis. Das machte Hoffnung auf eine erfolgreiche Sandsaison, die sich jedoch nicht erfüllten. Sie scheiterte sowohl in Madrid wie in Rom früh und verlor auch bei den French Open bereits in der dritten Runde. Auch der Rest der Saison verlief nicht nach Bencics Erwartungen. Sie erreichte in Berlin auf Rasen zwar das Endspiel, das sie jedoch gegen ihre Finalgegnerin von Charleston, Ons Jabeur, wegen einer Fussverletzung aufgeben musste. Diese Verletzung beschäftigte sie auch in der Folge. In Wimbledon scheiterte sie wie im Jahr zuvor bereits in der ersten Runde. Sie verlor gegen die damalige Nr. 140 der Welt Wang Qiang. Eine Viertelfinal-Qualifikation im August in Toronto und ein Halbfinale Ende September in Tallinn waren die besten Ergebnisse in der zweiten Saisonhälfte. Bei den US Open schied sie bereits in der dritten Runde aus. Die Probleme am linken Fuss zeigten sich im Oktober noch einmal, als sie beim Turnier von Ostrava verletzt aufgeben musste. Erst der Saisonabschluss brachte Bencic einen grossen Erfolg: Sie gewann zusammen mit Jil Teichmann und Viktorija Golubic unter der Leitung von Heinz Günthardt erstmals den Billie Jean King Cup für die Schweiz. Trotz einer durchzogenen Saison beendete Bencic das Jahr als Nummer 12 der Weltrangliste. Nach dem missglückten Auftritt an den US Open entschied sich Bencic zudem, ihren Trainer zu wechseln. Sie engagierte Dmitri Tursunow, der zuvor Emma Raducanu gecoacht hatte. Sie erhoffte sich von ihm, dass er sie «aus meiner Komfortzone holen» werde.

### Saison 2023
Bencic startete gut in die neue Saison: Sie gewann im Januar das WTA-500-Turnier in Adelaide, erreichte bei den Australien Open erstmals das Achtelfinale und gewann im Februar auch das WTA-500-Turnier in Abu Dhabi. Sie kehrte vorübergehend in die Top Ten zurück. Die Zusammenarbeit mit Tursunow schien Früchte zu tragen. Anfang April wurde jedoch bekannt, dass sich Bencic nach dem Turnier in Miami Ende März von ihm getrennt hatte. Als Grund für die Trennung gab sie später an, dass sie «vom Tennis her keine gemeinsame Basis» gefunden hätten und dass sie das Gefühl gehabt habe, die «Überbelastung» ihres Körpers sei auf Tursunows Trainingsmethoden zurückzuführen. Beim Turnier in Charleston erreichte sie wie im Vorjahr das Finale, verlor es jedoch diesmal gegen Ons Jabeur. Bencic kämpfte danach mit einer Hüftverletzung und musste sieben Wochen pausieren. Bei ihrer Rückkehr schied sie an den French Open bereits in der 1. Runde aus. An diesem Turnier wurde sie erstmals von ihrem neuen Coach Matej Liptak begleitet. In Wimbledon trat sie an, ohne ein Vorbereitungsturnier bestritten zu haben. Sie erreichte das Achtelfinale, das sie gegen die Weltnummer-Eins Iga Świątek verlor. Auch im August und September zeigte sie teilweise starke Turniere. Sie erreichte an den US Open das Achtelfinale. Den letzten Teil der Saison verpasste sie jedoch verletzungsbedingt. Am 3. November 2023 gab Bencic kurz vor Beginn des Billie Jean King Cups ihre Schwangerschaft bekannt. Ihre sportliche Zukunft liess sie offen. Am Billie Jean King Cup gehörte sie zum Schweizer Team, wurde jedoch nicht eingesetzt. Sie beendete das Jahr als Nummer 17 der Weltrangliste.

### Saison 2024
Nach der Geburt ihrer Tochter im April kehrte Belinda Bencic beim Hamburg Ladies Cup 2024 mit einer Wildcard auf die ITF Women’s World Tennis Tour zurück und schied in der zweiten Runde des Einzelwettbewerbs gegen die Finnin Anastasia Kulikova aus. Für die Play-offs vom Billie Jean King Cup 2024 im heimischen Biel/Bienne wurde sie von Team-Captain Heinz Günthardt nominiert. Beim ungefährdeten 4:0-Sieg gegen Serbien bestritt sie ein Einzel und ein Doppel mit Jil Teichmann.

### Saison 2025
Bei den Australian Open kam sie bis ins Achtelfinale, in dem sie gegen Coco Gauff ausschied. Im Februar gewann sie das WTA-500-Turnier in Abu Dhabi in den Vereinigten Arabischen Emiraten, womit sie fast hundert Plätze in der Weltrangliste gutmachte und wieder die bestklassierte Schweizerin wurde. Im Mai verletzte sie sich am Arm. Sie musste deswegen beim Turnier in Rom in der ersten Runde aufgeben und auch die French Open verzichten.

## Trainer
Bencic trainierte zunächst sechs Monate in der Akademie von Nick Bollettieri und bekam ihre Tennisausbildung bei Melanie Molitor, der Mutter von Martina Hingis. Anschliessend wurde sie bis Ende 2016 von ihrem Vater trainiert. Glaubt man Medienberichten, soll er ihre Karriere schon vor ihrer Geburt geplant haben, was er aber dementiert. Gelegentlich trainierte sie auch weiterhin bei Melanie Molitor, zum Beispiel direkt vor ihrem ersten Sieg beim Premier-5-Turnier in Toronto 2015. Ende 2017 gab Bencic bekannt, dass ihre Zusammenarbeit mit Molitor beendet sei. Bis Ende 2016 war Marcel Niederer Bencics Investor und Manager. Anfang 2017 war Bencic zunächst ohne Coach unterwegs. Ab Februar arbeitete sie kurzzeitig mit Maciej Synowka zusammen. Nach einer Verletzungspause verpflichtete sie Iain Hughes als neuen Trainer. Mit ihm hatte sie zunächst viel Erfolg; sie gewann insgesamt vier Turniere innerhalb von wenigen Monaten. Nach dem Ausscheiden bei den French Open gab sie Ende Mai 2018 die Trennung von Hughes bekannt. Von Ende Juni bis Mitte Oktober 2018 arbeitete sie mit Vlado Platenik zusammen. Nach dem Ausscheiden beim Turnier von Linz trennte sie sich von Platenik und gab bekannt, sich in Zukunft wieder von ihrem Vater Ivan coachen zu lassen. Seit November 2018 arbeitet sie mit dem Fitnesscoach Martin Hromkovic zusammen, der auch ihr Freund ist. Von April 2021 und dem Turnier in Stuttgart bis Oktober 2022 war Sebastian Sachs als Trainer von Bencic tätig. Vater Ivan fungierte laut Bencic als «eine Art Supervisor». Im Oktober 2022 engagierte sie Dmitri Tursunow als Coach, trennte sich aber bereits im März 2023 wieder von ihm. Vor den French Open 2023 engagierte sie probeweise Matej Liptak, der acht Jahre lang Dominika Cibulková gecoacht hatte. Nach der Babypause engagierte sie im Herbst 2024 im Hinblick auf ihr Comeback erneut Iain Hughes, mit dem sie bereits zwischen 2017 und 2018 zusammengearbeitet hatte.

## Turniersiege

### Einzel
| Nr. | Datum              | Turnier             | Kategorie         | Belag             | Finalgegnerin                | Ergebnis                |
| --- | ------------------ | ------------------- | ----------------- | ----------------- | ---------------------------- | ----------------------- |
| 1.  | 17. September 2012 | Scharm asch-Schaich | ITF $10.000       | Hartplatz         | Fatma Al-Nabhani             | 6:3, 7:64               |
| 2.  | 24. September 2012 | Scharm asch-Schaich | ITF $10.000       | Hartplatz         | Barbara Haas                 | 6:4, 6:0                |
| 3.  | 27. Juni 2015      | Eastbourne          | WTA Premier       | Rasen             | Agnieszka Radwańska          | 6:4, 4:6, 6:0           |
| 4.  | 16. August 2015    | Toronto             | WTA Premier 5     | Hartplatz         | Simona Halep                 | 7:65, 6:74, 3:0 Aufgabe |
| 5.  | 23. September 2017 | Sankt Petersburg    | ITF $100.000      | Hartplatz (Halle) | Dajana Jastremska            | 6:2, 6:3                |
| 6.  | 12. November 2017  | Hua Hin             | WTA Challenger    | Hartplatz         | Hsieh Su-wei                 | 6:3, 6:4                |
| 7.  | 19. November 2017  | Taipeh              | WTA Challenger    | Teppich (Halle)   | Arantxa Rus                  | 7:63, 6:1               |
| 8.  | 16. Dezember 2017  | Dubai               | ITF $100.000+H    | Hartplatz         | Ajla Tomljanović             | 6:4, Aufgabe            |
| 9.  | 11. November 2018  | Las Vegas           | ITF $80.000       | Hartplatz         | Nicole Gibbs                 | 7:5, 6:1                |
| 10. | 23. Februar 2019   | Dubai               | WTA Premier 5     | Hartplatz         | Petra Kvitová                | 6:3, 1:6, 6:2           |
| 11. | 20. Oktober 2019   | Moskau              | WTA Premier       | Hartplatz         | Anastassija Pawljutschenkowa | 3:6, 6:1, 6:1           |
| 12. | 31. Juli 2021      | Tokio               | Olympische Spiele | Hartplatz         | Markéta Vondroušová          | 7:5, 2:6, 6:3           |
| 13. | 10. April 2022     | Charleston          | WTA 500           | Sand              | Ons Jabeur                   | 6:1, 5:7, 6:4           |
| 14. | 14. Januar 2023    | Adelaide            | WTA 500           | Hart              | Darja Kassatkina             | 6:0, 6:2                |
| 15. | 12. Februar 2023   | Abu Dhabi           | WTA 500           | Hart              | Ljudmila Samsonowa           | 1:6, 7:68, 6:4          |
| 16. | 8. Februar 2025    | Abu Dhabi           | WTA 500           | Hart              | Ashlyn Krueger               | 4:6, 6:1, 6:1           |

### Doppel
| Nr. | Datum              | Turnier             | Kategorie         | Belag             | Partnerin           | Finalgegnerinnen                        | Ergebnis          |
| --- | ------------------ | ------------------- | ----------------- | ----------------- | ------------------- | --------------------------------------- | ----------------- |
| 1.  | 17. September 2012 | Scharm asch-Schaich | ITF $10.000       | Hartplatz         | Lou Brouleau        | Olga Brózda Ganna Piven                 | 7:63, 3:6, [10:6] |
| 2.  | 22. Juni 2013      | Lenzerheide         | ITF $25.000       | Sand              | Kateřina Siniaková  | Weronika Kudermetowa Diāna Marcinkēviča | 6:0, 6:2          |
| 3.  | 1. Mai 2015        | Prag                | WTA International | Sand              | Kateřina Siniaková  | Kateryna Bondarenko Eva Hrdinová        | 6:2, 6:2          |
| 4.  | 8. August 2015     | Washington          | WTA International | Hartplatz         | Kristina Mladenovic | Lara Arruabarrena Andreja Klepač        | 7:5, 7:67         |
| 5.  | 28. Oktober 2017   | Poitiers            | ITF $100.000      | Hartplatz (Halle) | Yanina Wickmayer    | Mihaela.Buzărnescu Nicola Geuer         | 7:67, 6:3         |

### Team-Wettbewerbe der ITF
| Nr. | Datum             | Turnier              | Belag             | Partner                         | Finalgegner                       | Ergebnis |
| --- | ----------------- | -------------------- | ----------------- | ------------------------------- | --------------------------------- | -------- |
| 1.  | 6. Januar 2018    | Hopman Cup           | Hartplatz (Halle) | Roger Federer                   | Angelique Kerber Alexander Zverev | 2:1      |
| 2.  | 5. Januar 2019    | Hopman Cup           | Hartplatz (Halle) | Roger Federer                   | Angelique Kerber Alexander Zverev | 2:1      |
| 3.  | 13. November 2022 | Billie Jean King Cup | Hartplatz (Halle) | Jil Teichmann Viktorija Golubic | Storm Sanders Ajla Tomljanović    | 2:0      |

## Weltranglistenpositionen am Saisonende
| Jahr   | 2011 | 2012 | 2013 | 2014 | 2015 | 2016 | 2017 | 2018 | 2019 | 2020 | 2021 | 2022 | 2023 | 2024 |
| ------ | ---- | ---- | ---- | ---- | ---- | ---- | ---- | ---- | ---- | ---- | ---- | ---- | ---- | ---- |
| Einzel | 1059 | 626  | 212  | 33   | 14   | 42   | 165  | 37   | 8    | 12   | 23   | 12   | 17   | 913  |
| Doppel | -    | 1067 | 466  | 208  | 68   | 215  | 269  | 242  | 116  | 104  | 155  | 132  | 197  | -    |

## Turnierbilanz

### Dameneinzel
Die Tabelle listet die Ergebnisse der Grand-Slam-Turniere, der Tour Championships, der Olympischen Spiele, des Fed Cups bzw. Billie Jean King Cups und der Turniere folgender Kategorien auf: 1990–2008: Tier I, 2009–2020: Premier Mandatory und Premier 5, ab 2021: WTA 1000.
| Turnier              | 2013 | 2014 | 2015 | 2016 | 2017 | 2018 | 2019 | 2020 | 2021 | 2022 | 2023 | 2024 | 2025 | Karriere |
| -------------------- | ---- | ---- | ---- | ---- | ---- | ---- | ---- | ---- | ---- | ---- | ---- | ---- | ---- | -------- |
| Australian Open      | —    | 2    | 1    | AF   | 1    | 2    | 3    | 3    | 3    | 2    | AF   | —    | AF   | 3 × AF   |
| French Open          | —    | 1    | 2    | —    | —    | 2    | 3    | —    | 2    | 3    | 1    | —    | —    | 2 × 3R   |
| Wimbledon            | —    | 3    | AF   | 2    | —    | AF   | 3    |      | 1    | 1    | AF   | —    | HF   | 1 × HF   |
| US Open              | —    | VF   | 3    | 3    | —    | 1    | HF   | —    | VF   | 3    | AF   | —    |      | 1 × HF   |
| WTA Finals           | —    | —    | —    | —    | —    | —    | HF   |      | —    | —    | —    | —    |      | 1 × HF   |
| Doha                 | —    | —    |      | 2    |      | —    |      | VF   |      | 1    |      | —    | —    | 1 × VF   |
| Dubai                |      |      | 2    |      | —    |      | S    |      | AF   |      | AF   | —    | 2    | 1 × S    |
| Indian Wells         | —    | 1    | AF   | 3    | 2    | 2    | HF   |      | —    | 2    | 2    | —    | VF   | 1 × HF   |
| Miami                | Q1   | —    | AF   | 2    | 1    | —    | 2    |      | 3    | HF   | 3    | —    | 2    | 1 × HF   |
| Rom                  | —    | 2    | 1    | —    | —    | —    | 2    | 2    | 1    | 2    | —    | —    | 1    | 4 × 2R   |
| Madrid               | —    | 1    | 1    | —    | —    | —    | HF   |      | VF   | AF   | —    | —    | AF   | 1 × HF   |
| Cincinnati           | —    | 1    | AF   | 2    | —    | Q1   | 1    | —    | VF   | 1    | 1    | —    | 2    | 1 × VF   |
| Kanada               | —    | —    | S    | —    | —    | —    | AF   |      | —    | VF   | VF   | —    | 3    | 1 × S    |
| Tokio                | 2    |      |      |      |      |      |      |      |      |      |      |      |      | 1 × 2R   |
| Wuhan                |      | —    | 2    | 1    | —    | 1    | 2    |      |      |      |      | —    |      | 2 × 2R   |
| Peking               | —    | 1    | 2    | 2    | —    | 1    | AF   |      |      |      | —    | —    |      | 1 × AF   |
| Guadalajara          |      |      |      |      |      |      |      |      |      | 2    | —    |      |      | 1 × 2R   |
| Olympische Spiele    |      |      |      | —    |      |      |      | S    |      |      |      | —    |      | 1 × S    |
| Billie Jean King Cup |      |      | PO   | HF   | HF   | 1    | PO   | F    | F    | S    |      |      |      | 1 × S    |

Zeichenerklärung: S = Turniersieg; F, HF, VF, AF = Einzug in den Final, Halb-, Viertel-, Achtelfinal; 1, 2, 3 = Ausscheiden in der 1., 2., 3. Haupt- / Finalrunde; Q1, Q2, Q3 = Ausscheiden in der 1., 2. 3. Qualifikationsrunde; RR = Round Robin (Gruppenphase); nicht ausgetragen oder andere Kategorie; PO (Playoff), P2 = Auf-/Abstiegsrunde zur Weltgruppe I/II im Fed Cup; W2, K1, K2, K3 = Teilnahme in der Weltgruppe II, Kontinentalgruppe I, II, III im Fed Cup.

### Damendoppel
| Turnier         | 2014 | 2015 | 2016 | 2017 | 2018 | 2019 | 2020 | 2021 | 2022 | 2023 | Karriere |
| --------------- | ---- | ---- | ---- | ---- | ---- | ---- | ---- | ---- | ---- | ---- | -------- |
| Australian Open | —    | 1    | 2    | 1    | —    | 1    | —    | 1    | —    | 2    | 2        |
| French Open     | —    | AF   | —    | —    | 1    | 2    | —    | —    | 1    | —    | AF       |
| Wimbledon       | 2    | 2    | —    | —    | 1    | 1    |      | 1    | 2    | —    | 2        |
| US Open         | 1    | 1    | 1    | —    | 1    | —    | —    | —    | —    | —    | 1        |

### Mixed
| Turnier         | 2014 | 2015 | 2016 | 2017 | 2018 | 2019 | 2020 | 2021 | Karriere |
| --------------- | ---- | ---- | ---- | ---- | ---- | ---- | ---- | ---- | -------- |
| Australian Open | —    | —    | —    | —    | —    | —    | —    | —    | —        |
| French Open     | —    | —    | —    | —    | —    | —    |      | —    | —        |
| Wimbledon       | AF   | 2    | —    | —    | —    | —    |      | —    | AF       |
| US Open         | —    | 1    | —    | —    | —    | —    |      | AF   | AF       |

### Juniorinneneinzel
| Turnier         | 2012 | 2013 | Karriere |
| --------------- | ---- | ---- | -------- |
| Australian Open | —    | —    | —        |
| French Open     | 1    | S    | S        |
| Wimbledon       | 2    | S    | S        |
| US Open         | 2    | VF   | VF       |

### Juniorinnendoppel
| Turnier         | 2012 | 2013 | Karriere |
| --------------- | ---- | ---- | -------- |
| Australian Open | —    | —    | —        |
| French Open     | VF   | VF   | VF       |
| Wimbledon       | F    | HF   | F        |
| US Open         | F    | F    | F        |

## Auszeichnungen
- 2014: WTA Newcomer of the Year
- 2019: WTA Comeback of the Year[48]
- 2021: Billie Jean King Cup Heart Award, verliehen vom Tennisverband ITF[49]
- 2021: Schweizer Sportlerin des Jahres
- 2023: Team des Jahres mit der Schweizer Billie-Jean-King-Cup-Mannschaft

## Videodokumentation
- Fabian Sangines, Adrian Panholzer: Belinda Bencics langer Weg nach Tokio. In: Tages-Anzeiger. 19. Juli 2021.